# Jeugdcentrum
Een jeugdcentrum of jeugdhuis is een instelling waar jongeren, meestal schoolgaande jeugd, terechtkunnen om zich te ontspannen of om informatie te verkrijgen over allerhande thema’s of onderwerpen die aansluiten bij hun specifieke leefwereld.
In het federale België worden dit soort initiatieven wettelijk omkaderd vanuit de regionale gemeenschappen met name bijvoorbeeld de Vlaamse overheid. Veel jeugdcentra krijgen overheidssubsidies om hun dagelijkse werking te kunnen realiseren.
Voor de planning en de uitwerking van activiteiten wordt een beroep gedaan op een team professionele medewerkers met de steun van vrijwilligers. Deze laatste zijn vaak jongvolwassenen die van kindsbeen af met het opzet vertrouwd zijn.
Een jeugdcentrum is in sommige gevallen een aantrekkingspool voor de plaatselijke jeugdwerking zoals een jeugdbeweging en kan tevens een en ander coördineren. Het is dikwijls ook een gesprekspartner inzake jeugdbeleid van de lokale overheid via jeugdraden.